# حمیدرضا پشنگ
حمیدرضا پشنگ  (زادهٔ ۱۳۴۵ در زاهدان)سیاستمدار اعتدالگرا و نماینده حوزهٔ انتخابیهٔ خاش،کارواندر، میرجاوه، نصرت‌آباد، نوک‌آباد، کورین در دوره هشتم و نهم می باشد و در انتخابات دوره دهم یازدهم و دوازدهم رد صلاحیت شد
 وی پیش‌تر در دورهٔ‌های هفتم و هشتم نیز عضو این مجلس بود